# Фонд Беклі
Фонд Беклі — благодійний фонд, який підтримує дослідження свідомості і його модуляції з погляду мультидисциплінарної перспективи. Він розташований поблизу села Беклі (Оксфордшир, Велика Британія).
Фонд сприяє дослідженням в галузі науки, охорони здоров'я, політики та історії методів, використовуваних для зміни свідомості, від медитації до використання психоактивних речовин. Діяльність Фонду включає напрямок науково-дослідних програм, проведення міжнародних семінарів високого рівня з наркополітики, дослідження політики та поширення інформації для вчених, фахівців з охорони здоров'я, політиків та громадськості. Фонд особливо зацікавлений у тих наукових дослідженнях, що мають практичне значення для покращення здоров'я та добробуту. Фонд Беклі заснований і управляється Амандою Філдінг.

## Наукові консультанти
- Професор Колін Блекмор
- Професор Густав Борн
- Професор Марк Гейєр
- Професор Лестер Грінспун
- Професор Альберт Гофманн (помер)
- Професор Леслі Іверсен
- Професор Юрій Москаленко
- Професор Дейв Ніколс
- Професор Девід Натт
- Професор Тревор Роббінс
- Доктор Роналд Сандісон (помер)
- Доктор Олександр Шульгін
- Професор Андре Тилі

## Наука
Наукова програма Фонду Беклі спрямована на:
- дослідження процесів, які підтримують стани свідомості;
- опис характерних особливостей «нормальної» людської свідомості та визначення змін, які відбуваються в патологічних, природно чи хімічно змінених станах;
- оцінювання можливостей методів, які сьогодні використовуються у зміні станів свідомості, щоб забезпечити терапевтичні та лікарські ефекти.

Науково-дослідні програми, ініційовані Фондом Беклі, вивчають зміни в кровообігу мозку, зміни імпульсу і магнітного поля, що лежать в основі різних станів свідомості. Інші дослідження: концентрації нейромедіаторів, нейроімунної функції, когнітивної здібності та оцінки настрою. Завдяки використанню складних технологій візуалізації досліджуються нові області, що дає можливість проникати глибше в людський мозок і роботу розуму, ніж будь-коли раніше.
Фонд бере участь у спільних науково-дослідних проектів із провідними вченими в галузях нейрофізіології, біохімії, психіатрії та психології, у відомих наукових установах у Сполученому Королівстві і за кордоном.

## Політика
Політичні ініціативи Фонду Беклі включають у себе:
- Публікація та поширення звітів та довідкових матеріалів з міжнародних питань наркополітики.
- Проведення тематичних семінарів, які об'єднують політиків, учених і практиків, щоб обговорити міжнародні питання політики в галузі наркотиків.
- Створення Консорціуму з наркополітики (Drug Policy Consortium, IDPC), що складається з мережі неурядових організацій (НУО) і професійних мереж в усьому світі.
- Створення Міжнародного товариства з вивчення наркополітики (International Society for the Study of Drug Policy, ISSDP) — групи академічних спільнот з усього світу, які провели значну роботу з оцінки наркополітики та інших актуальних проблем.

## Наркополітична програма Фонду Беклі
Наркополітична програма Фонду Беклі створена на початку 2004 року для розвитку досліджень у галузі аналізу наркополітики, а також для забезпечення суворого і незалежного огляду світової політики в галузі наркотиків. Вона спрямована на те, щоб встановити, як ми можемо керувати використанням психоактивних речовин в майбутньому для більшої користі людині та суспільству. З цією метою недавно були створені Міжнародна мережа з аналізу наркополітики та Міжнародний консорціум із наркополітики.
Керівники цієї програми — Аманда Філдінг, директор Фонду Беклі, і Майк Трейсі, незалежний консультант, котрий раніше працював радником із питань зловживання наркотиками для британського уряду, Європейського Союзу та ООН.
Основні спонсори:
- Фонд Гетті (The Getty Foundation), що є складовою частиною трастового фонду Дж. Пола Гетті
- Фонд Сан-Франциско (The San Francisco Foundation)
- Інститут «Відкрите суспільство» (The Open Society Institute, OSI)
- Фонд Беклі (The Beckley Foundation)
- Приватні спонсори

## Основні семінари
- «Наркотики і мозок», Коледж Магдалени, Оксфорд (2002).
- «Роль наркотиків у суспільстві», Королівське товариство (2003).
- «Міждисциплінарна перспектива з проблем алкоголізму та інших рекреаційних наркотиків», секретаріат Кабінету міністрів, арка Адміралтейства (2003).
- «Глобальна наркополітика — майбутні напрями», Вестмінстерський палац (2004).
- Міжнародний семінар з наркополітики, Палата лордів, Вестмінстерський палац (2005).